# Єлена Леуштяну
Леуштя́ну Єле́на (1935—2008) — румунська спортивна гімнастка, учасниця трьох Олімпійських ігор.

## З життєпису
Народилася в місті Чернівці. З батьками в дитячому віці переїхала до Румунії.
Учасниця Олімпійських ігор 1956, 1960 і 1964 років.
1954 року брала участь у чемпіонаті світу, не здобула медалей — але посіла 4-те місце разом з командою і була 5-ою в особистому заліку. Виграла бронзову медаль чемпіонату світу та п'ять срібних медалей Європейської першості. Була першою румунською художньою гімнасткою, яка виграла індивідуальну олімпійську медаль (1956).
У 1957 році здобула три срібні медалі чемпіонату Європи.
1958 року у складі команди стала володаркою бронзової медалі чемпіонату світу.
1959 року здобула дві срібні медалі чемпіонату Європи.
1960 року на Олімпійських іграх у Римі стала володаркою бронзової медалі у складі команди.
У 1961 році взяла участь у чемпіонаті Європи, але там посіла лише 4—6 місця в окремих дисциплінах.
1964 року на Олімпійських іграх у Токіо розділила 6-те місце з командою, а в індивідуальному заліку була 20-ю.